# Tupungato
Tupungato – jeden z najwyższych szczytów (6570 m n.p.m.) w Ameryce Południowej. Stratowulkan powstały w plejstocenie. Leży w Andach na granicy argentyńsko-chilijskiej ok. 80 km na wschód od Santiago.
2 sierpnia 1947 samolot pasażerski Avro Lancastrian Star Dust należący do British South American Airways, przewożący 11 osób, rozbił się na lodowcu na Tupungato. Samolot został szybko przysypany przez lawinę i gęste opady śniegu. Uznano go za zaginiony. Według jednej z teorii na pokładzie miał się znajdować także ładunek złota. Samolot przeleżał tam ponad 50 lat. W 1998 roku wrak silnika odkryła para argentyńskich alpinistów, a wyprawa armii amerykańskiej w roku 2000 odnalazła wrak samolotu na zmniejszającym się lodowcu.